# Populus sect. Aigeiros
Populus sect. Aigeiros es una sección de tres especies del género Populus. Comúnmente conocido como álamos, las especies son nativas de América del Norte, Europa y el oeste de Asia. La sección se nombra por Aigeiros, Macedonia oriental y Tracia en Grecia. En el pasado, hasta seis especies fueron reconocidas, pero las tendencias recientes han sido aceptar sólo tres especies, y tratar a las demás como subespecies de P. deltoides.

## Descripción
Son grandes árboles de hoja caduca que alcanzan un tamaño de 20-45 m de altura, y que se distinguen por su corteza gruesa, profundamente agrietada y las hojas  en forma de diamante que son verdes en ambos lados (sin la cera blanquecina en el envés de las hojas de álamo bálsamo) y sin ningún aroma bálsamo obvio en primavera. Una característica importante de las hojas es el pecíolo, que se aplana hacia los lados de manera que las hojas tienen un determinado tipo de movimiento en el viento.
Las flores masculinas y femeninas están en distintos amentos, que aparecen antes que las hojas en primavera. Las semillas son producidas en algodonosas estructuras que les permiten ser llevadas largas distancias en el aire antes de establecerse a tierra. 

## Especies
- Populus deltoides L.
- Populus fremontii
- Populus nigra L.